# Orchestra di Corte di Meiningen
L'Orchestra di Corte di Meiningen (Meininger Hofkapelle) è una delle orchestre più antiche e tradizionali d'Europa. Dal 1952 l'orchestra, ora composta da 68 membri, è stata affiliata al Teatro di Corte di Meiningen e, oltre alle loro esibizioni liriche, organizza regolarmente concerti sinfonici e giovanili. Il direttore musicale (GMD) è Philippe Bach.

## Storia

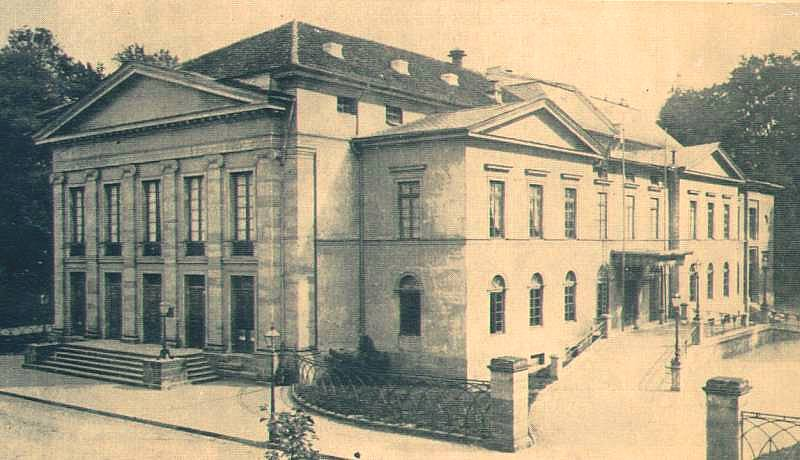
Il Teatro di Meiningen, ricostruito nel 1908

L'orchestra di corte ducale di Sassonia-Meiningen fu fondata nel 1690 dal duca Bernardo I. L'ascesa del gruppo, inizialmente piccolo, iniziò sotto la direzione del compositore barocco Georg Caspar Schürmann dal 1702 al 1707. Dal 1711 al 1731 Johann Ludwig Bach, un secondo cugino di Johann Sebastian Bach, direttore d'orchestra, succedette ai suoi parenti Gottlieb Friedrich Bach e Johann Philipp Bach.
Nel 1867 l'Orchestra di Corte sotto la direzione del direttore principale Emil Blücher insieme a Franz Liszt organizzò un festival dell'Allgemeiner Deutscher Musikverein (Associazione generale musicale tedesca), promuovendo compositori contemporanei come Leopold Damrosch, Eduard Lassen, Felix Draeseke e Robert Volkmann. Su richiesta di Richard Wagner, l'orchestra si esibì al primo Festival di Bayreuth nel 1876.
Con la successione di Hans von Bülow come direttore musicale di corte nell'ottobre 1880, iniziò il periodo di maggior successo dell'orchestra di corte, quando divenne un'orchestra europea d'élite. Bülow portava  Johannes Brahms a Meiningen per collaborare con l'Orchestra di corte e per dirigere occasionalmente. In una lettera al "duca del teatro" Giorgio II di Sassonia-Meiningen, Brahms scrisse: "Bülow deve sapere che la prova più piccola nella sala Meiningen più piccola è più importante per me di qualsiasi concerto di Parigi o Londra e ... quanto mi senta bene ed a mio agio in mezzo all'orchestra, potrei cantare ad alta voce un lungo canto di lode al riguardo..." La sua Sinfonia n. 4 fu presentata per la prima volta a Meiningen il 25 ottobre 1885 sotto la direzione del compositore stesso. Mentre a Bülow fu offerta la direzione della Berliner Philharmoniker, il giovane Richard Strauss dal 1885 lavorò temporaneamente come direttore musicale a Meiningen, succeduto da Fritz Steinbach e Wilhelm Berger.

## Cronologia dei direttori musicali

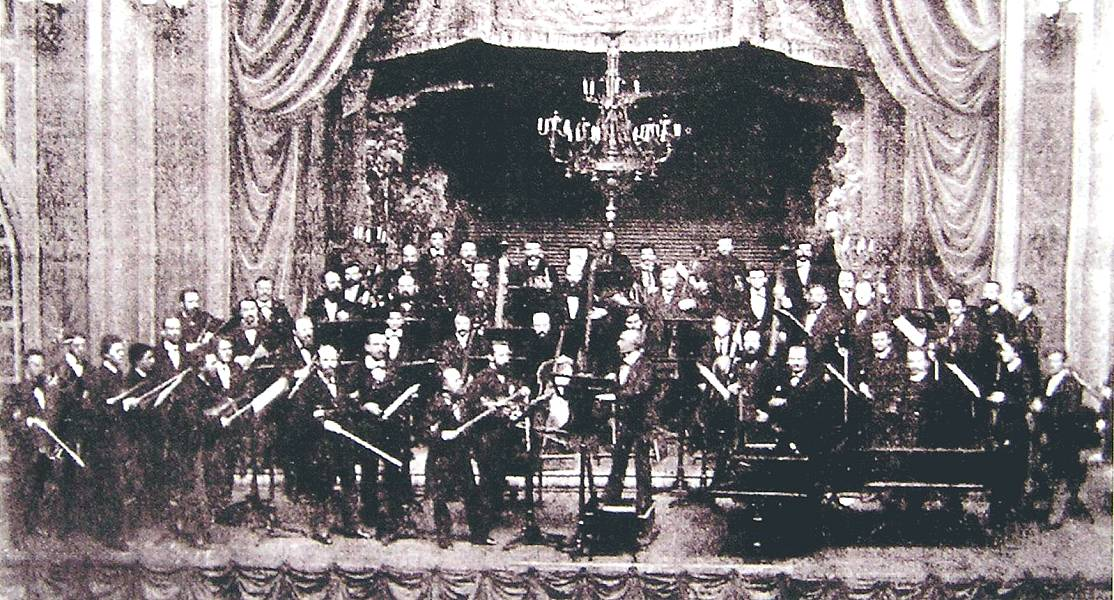
L'Orchestra di Corte di Meiningen sotto la direzione di Hans von Bülow, 1882

- (1690–1702) Bernardo I di Sassonia-Meiningen
- (1702–1707) Georg Caspar Schürmann
- (1711–1731) Johann Ludwig Bach
- (1865–1880) Emil Büchner
- (1880–1885) Hans von Bülow
- (1885–1886) Richard Strauss
- (1886–1903) Fritz Steinbach
- (1903–1911) Wilhelm Berger
- (1911–1914) Max Reger
- (1915–1920) Karl Piening
- (1926–1930) Heinz Bongartz
- (1945–?) Peter Schmitz
- (1956–1961) Rolf Reuter
- (1961–1967) Olaf Koch
- (1967–1995) Wolfgang Hocke
- (1995–1999) Marie-Jeanne Dufour
- (1999–2004) Kirill Petrenko
- (2004-2007) Alan Buribayev
- (2007–2010) Hans Urbanek
- (2010–attivo) Philippe Bach

## Anteprima mondiale di lavori
- Brahms – Sinfonia n. 4 in mi minore, Op.98 (25 ottobre 1885)
- Strauss – Suite in si bemolle maggiore (suite per fiati) Op. 4 (18 novembre 1884)

## Strumentisti importanti
- Richard Mühlfeld – Violinista (1873–1876), Clarinettista principale (1876–?)
- Gustave Knoop – Violoncellista
- Justus Johann Friedrich Dotzauer – Violoncellista (1801–1805)
- Richard Bruno Heydrich – Contrabbassista